# Roccarainola
Roccarainola é uma comuna italiana da região da Campania, província de Nápoles, com cerca de 7.176 habitantes. Estende-se por uma área de 28 km², tendo uma densidade populacional de 256 hab/km². Faz fronteira com Arienzo (CE), Arpaia (BN), Avella (AV), Cervinara (AV), Cicciano, Forchia (BN), Nola, Paolisi (BN), Rotondi (AV), San Felice a Cancello (CE), Tufino.

## Demografia
| Variação demográfica do município entre 1861 e 2011                               |
|                                                                                   |
| Fonte: Istituto Nazionale di Statistica (ISTAT) - Elaboração gráfica da Wikipedia |